# Martinus Gunnarsen
Martinus Gunnarsen (Elverum, 21 febbraio 2002) è un cantante e calciatore norvegese, attaccante del Mosjøen e membro del duo Marcus & Martinus.
Ha rappresentato la Svezia all'Eurovision Song Contest 2024, insieme con suo fratello Marcus, tramite il duo Marcus & Martinus, dove in finale si sono piazzati noni.

## Biografia
Nato ad Elverum, in Norvegia, dalla madre Gerd Anne e dal padre Kjell-Erik, Martinus e suo fratello Marcus sono cresciuti a Trofors. Ha anche una sorella, Emma, anche lei cantante con la trascrizione artistica eMMa e nata il 17 giugno 2008.
È un sostenitore del Chelsea e del Rosenborg.

## Caratteristiche tecniche
Principalmente ala sinistra, può adattarsi bene sul centro-sinistra offensivo. Si distingue per una spiccata visione di gioco e abilità di passaggio, una discreta velocità palla al piede e discreto dribbling influenzato dalla buona capacità di controllo del pallone. Buon tiratore dalla distanza e ad effetto, è molto abile nel calciare i rigori. Predilige il gioco corale.

## Carriera calcistica
Cresciuto nelle giovanili dapprima del Rosenborg e poi del Grane, nel 2020 cambia squadra passando così al Mosjøen.
Qui, dopo un anno nelle giovanili, passa nella categoria maggiore giocando sia nella squadra A che nella squadra 2.

## Statistiche

### Presenze e reti nei club
Statistiche aggiornate al 16 giugno 2025.
| Stagione        | Squadra         | Campionato      | Campionato | Campionato | Coppe nazionali | Coppe nazionali | Coppe nazionali | Coppe continentali | Coppe continentali | Coppe continentali | Altre coppe | Altre coppe | Altre coppe | Totale | Totale |
| Stagione        | Squadra         | Comp            | Pres       | Reti       | Comp            | Pres            | Reti            | Comp               | Pres               | Reti               | Comp        | Pres        | Reti        | Pres   | Reti   |
| --------------- | --------------- | --------------- | ---------- | ---------- | --------------- | --------------- | --------------- | ------------------ | ------------------ | ------------------ | ----------- | ----------- | ----------- | ------ | ------ |
| 2021            | Mosjøen         | 4D              | 9          | 2          | -               | -               | -               | -                  | -                  | -                  | -           | -           | -           | 9      | 2      |
| 2022            | Mosjøen         | 4D              | 14+2       | 0+0        | NM              | 2               | 0               | -                  | -                  | -                  | -           | -           | -           | 18     | 0      |
| 2023            | Mosjøen         | 3D              | 17         | 1          | NM              | 3               | 0               | -                  | -                  | -                  | -           | -           | -           | 20     | 1      |
| 2024            | Mosjøen         | 3D              | 12         | 3          | -               | -               | -               | -                  | -                  | -                  | -           | -           | -           | 12     | 3      |
| 2025            | Mosjøen         | 4D              | 6          | 1          | NM              | 3               | 2               | -                  | -                  | -                  | -           | -           | -           | 9      | 3      |
| Totale carriera | Totale carriera | Totale carriera | 58+2       | 7+0        |                 | 8               | 2               |                    | -                  | -                  |             | -           | -           | 68     | 9      |

## Filmografia individuale

### Doppiaggio
- Ken Jeong in Wonder Park